# Vaksdal
Vaksdal es un municipio de la provincia de Hordaland, Noruega. Se encuentra ubicado en el distrito tradicional de Nordhordland y tiene una población de 4096 habitantes según el censo de 2015. Su centro administrativo es el pueblo de Dalekvam. Otras localidades en Vaksdal son Dalegarden, Flatkvål, Helle, Nesheim, Stamneshella, Stanghelle, y Vaksdal.

## Evolución administrativa
Vaksdal fue creado en 1964 tras la fusión con el municipio de Bruvik (exceptuando la villa de Bruvik) y los valles de Bergsdalen y Eksingedalen, que estaba repartido entre los municipios de Modalen y Evanger (actualmente parte de Voss).

## Etimología
El nombre deriva de la localidad de Vaksdal, una de las más grandes del municipio. Probablemente su provenga del nórdico antiguo Vágsdalr, compuesto por las palabras vágr (bahía) y dalr (valle). De manera alternativa, se propone que la primera palabra sea Vaxa (o Veksa), por un río que pasa por el valle.

## Geografía

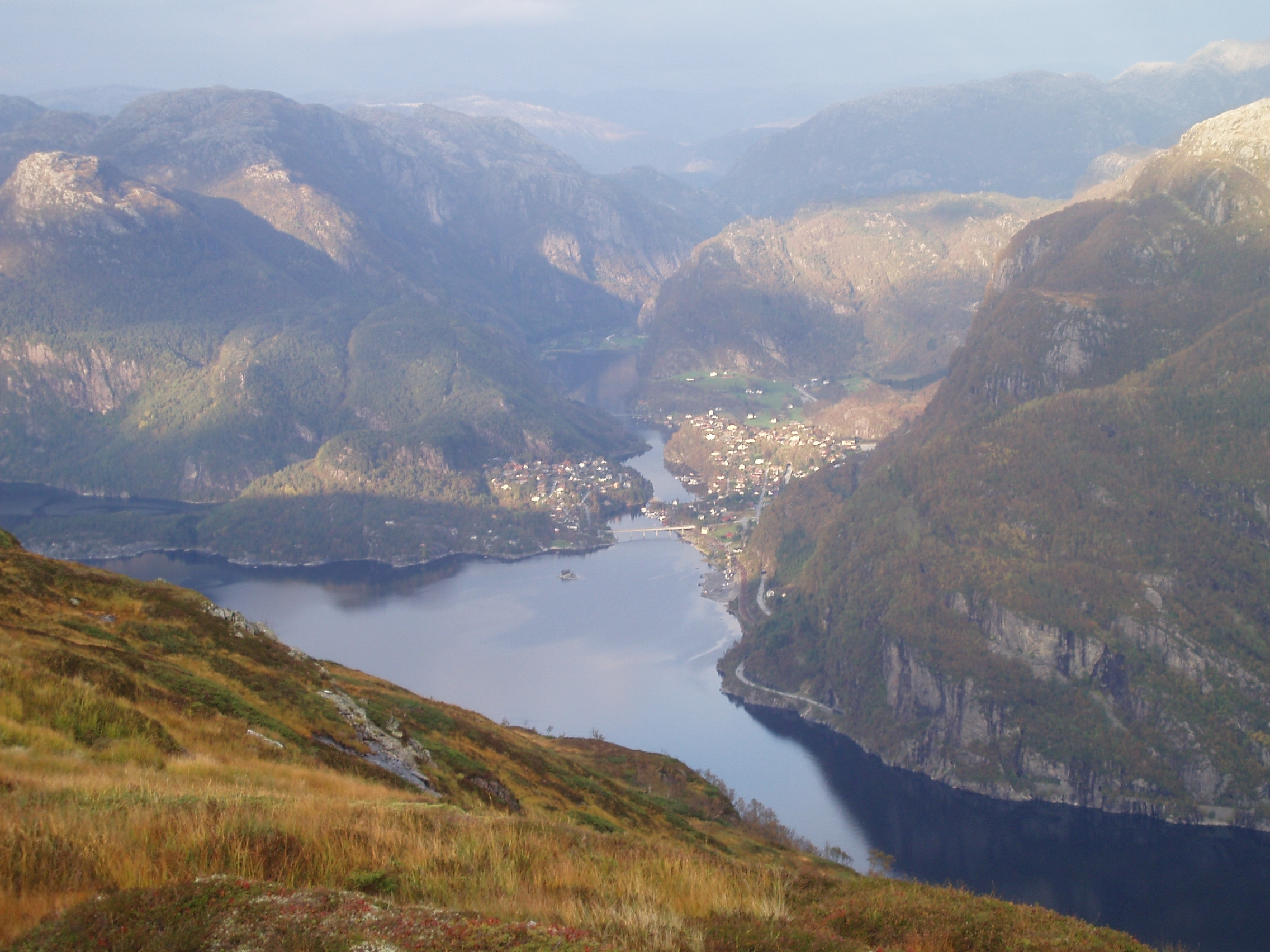
Vista de Stanghelle

La topografía del municipio es montañosa y estrecha, en especial en la zona del Veafjorden. El puente Kallestadsundet conecta el continente con la isla de Osterøy. En la parte norte están los valles de Eksingedalen y Bergsdalen, limitando con el municipio de Sogn og Fjordane. Los mayores lagos del municipio son el Askjelldalsvatnet y el Skjerjavatnet.

## Industria y transportes
Los principales núcleos poblacionales son Dale (1174 hab), Vaksdal (957 hab) y Stanghelle (767). En estos lugares se concentran las empresas y fábricas, que pueden funcionar gracias a las plantas hidroeléctricas. La vía férrea que une Oslo con Bergen (Bergensbanen) y la ruta europea E16 pasan por el municipio. 

## Gobierno
El municipio se encarga de la educación primaria, asistencia sanitaria, atención a la tercera edad, desempleo, servicios sociales, desarrollo económico, y mantención de caminos locales.

### Concejo municipal
El concejo municipal (Kommunestyre) tiene 19 representantes que son elegidos cada 4 años y estos eligen a un alcalde. Estos son:

#### Vaksdal Kommunestyre 2011 - 2015
| Partido                            | Número de representantes |
| ---------------------------------- | ------------------------ |
| Partido Laborista                  | 10                       |
| Partido del Progreso               | 1                        |
| Partido Conservador                | 4                        |
| Partido Demócrata Cristiano        | 2                        |
| Partido de Centro                  | 3                        |
| Partido de la Izquierda Socialista | 1                        |